# Streuzahl
Als Streuzahl z bezeichnet man in der REFA-Methodenlehre ein Maß für die relative prozentuale Streuung der bei einer Zeitaufnahme ermittelten Zeiten um deren Mittelwert.
{\displaystyle z={\frac {Spannweite}{Mittelwert}}*100}